# Resson
Resson ist eine Gemeinde im Nordosten Frankreichs mit 372 Einwohnern (Stand: 1. Januar 2022) im Département Meuse in der Region Grand Est (bis 2015 Lothringen).  Die Gemeinde gehört zum Arrondissement Bar-le-Duc und zum Kanton Bar-le-Duc-1. 

## Geografie
Resson liegt etwa fünf Kilometer östlich des Stadtzentrums von Bar-le-Duc. Umgeben wird Resson von den Nachbargemeinden Naives-Rosières im Norden, Culey im Osten, Silmont im Südosten und Süden, Longeville-en-Barrois im Süden und Südwesten sowie Bar-le-Duc im Westen.

## Bevölkerungsentwicklung
| Jahr                       | 1962 | 1968 | 1975 | 1982 | 1990 | 1999 | 2006 | 2019 |
| Einwohner                  | 336  | 323  | 317  | 375  | 405  | 417  | 412  | 387  |
| Quellen: Cassini und INSEE |      |      |      |      |      |      |      |      |

## Sehenswürdigkeiten
- Kirche Saint-Rémi, Monument historique

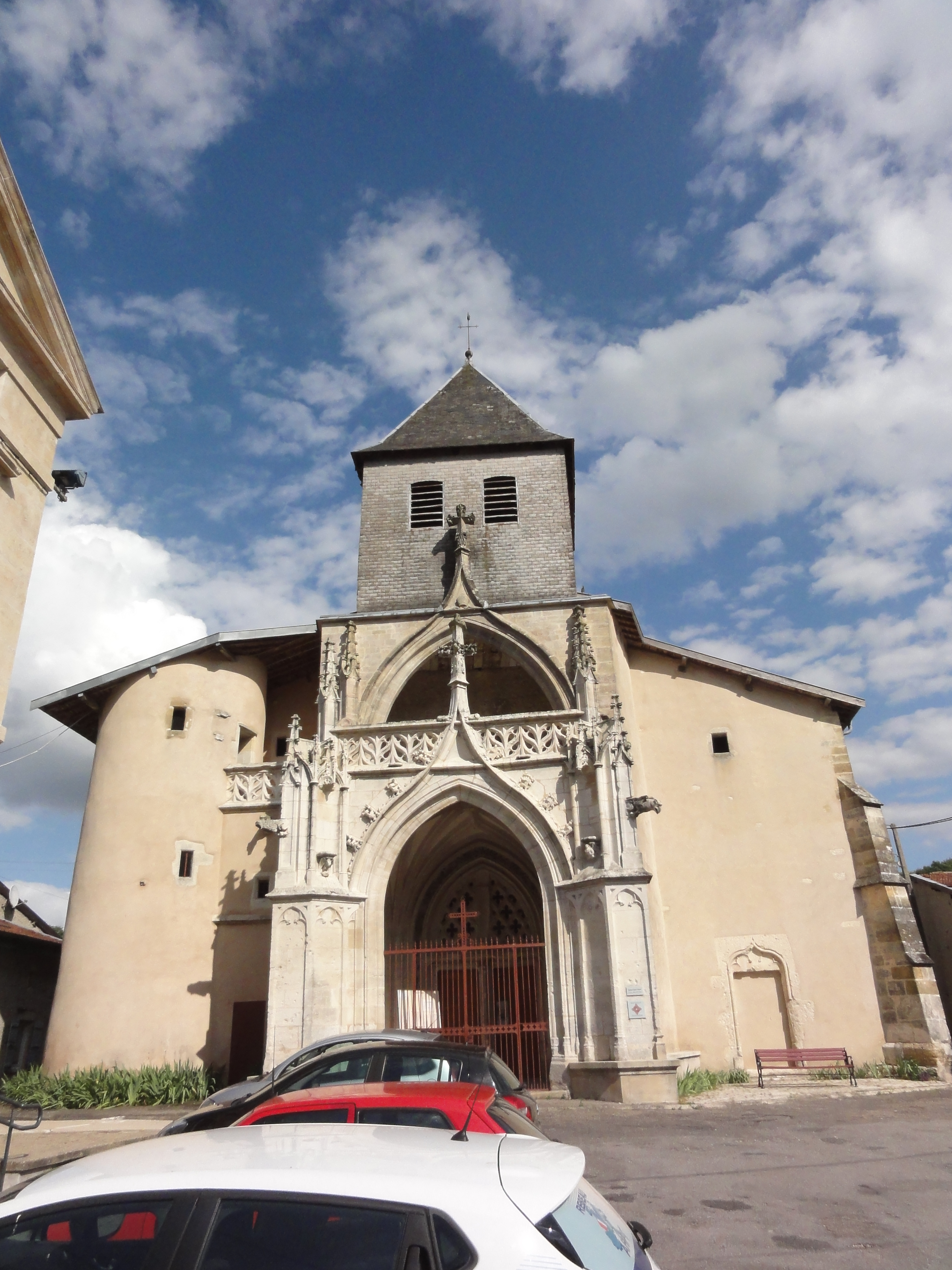
Kirche Saint-Rémi